# Колкышлак
Колкышла́к (азерб. Kolqışlaq) — село в Агдамском районе Азербайджана.

## Этимология
Название происходит от слов «кол» (ровный) и слова «кышлак» (кишлак). В переводе на русский — Ровный Кишлак.

## История
Село основано как небольшой пастуший кишлак, позже преобразовался в село.
Село Кёл-кишлаг в 1913 году согласно административно-территориальному делению Елизаветпольской губернии относилось к Ахмедагалинскому сельскому обществу Шушинского уезда.
В 1926 году согласно административно-территориальному делению Азербайджанской ССР село относилось к дайре Хиндристан Агдамского уезда.
После реформы административного деления и упразднения уездов в 1929 году был образован Каравендский сельсовет в Агдамском районе Азербайджанской ССР.
Согласно административному делению 1961 и 1977 года село Колкышлак входило в Карвендский сельсовет Агдамского района Азербайджанской ССР.
В 1999 году в Азербайджане была проведена административная реформа и был учрежден Ахмедагалинский муниципалитет Агдамского района, куда и вошло село.

## География
Неподалёку от села протекает река Хачынчай.
Село находится в 23 км от райцентра Агдаш, в 10 км от временного райцентра Кузанлы и в 330 км от Баку. Ближайшая ж/д станция — Тазакенд.
Высота села над уровнем моря — 252 м.

## Население
| Численность населения | Численность населения |
| 1886                  | 1979                  |
| --------------------- | --------------------- |
| 74                    | ↗260                  |

## Климат
В селе холодный семиаридный климат.

## Инфраструктура
В январе 2012 в село налажена поставка природного газа.
В декабре 2012 года в селе была проведена канализация, подключен водопровод и налажена поставка питьевой воды.
В 2015 году для нужд хозяйства было вырыто 20 субартезианских колодцев в Агдамском районе, в том числе и в Колкышлаке.